# Ruta 66

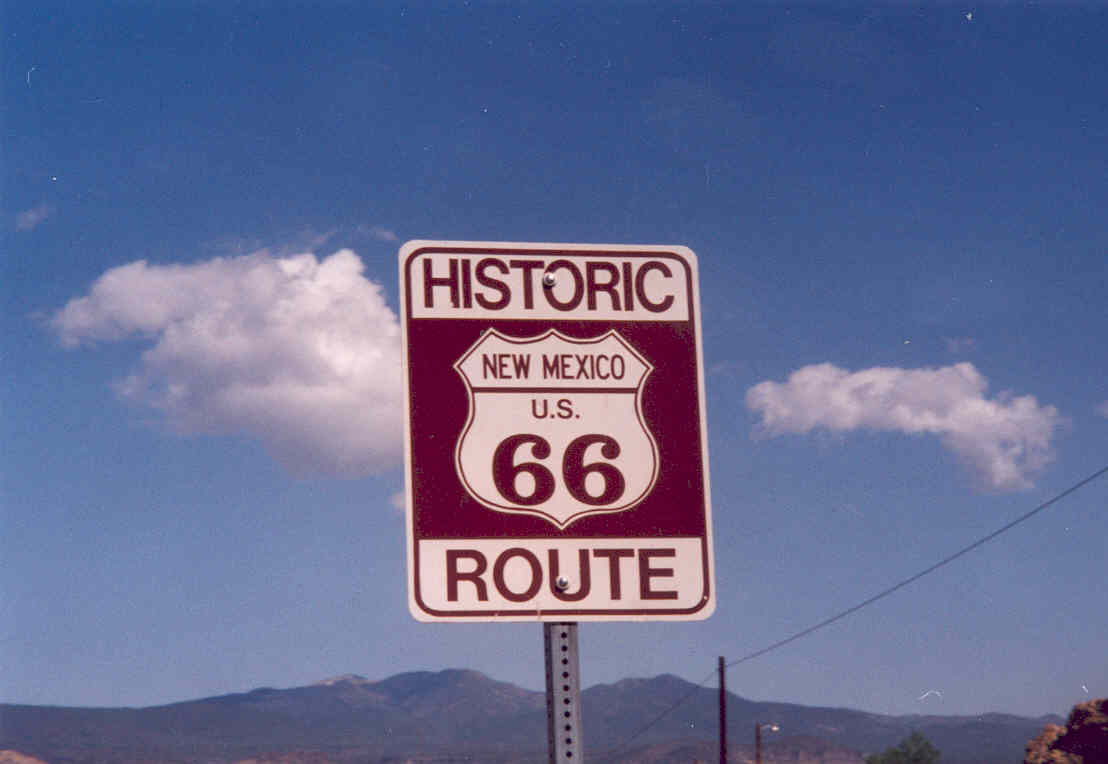
Senyal modern a Nou Mèxic, al llarg d'un tram de la Ruta 66

La Ruta 66, oficialment US Highway 66 però també coneguda com a Route 66, The Main Street of America (carrer principal d'Amèrica), The Mother Road (‘carretera mare’) i la Will Rogers Highway, és una carretera històrica que formava part de la xarxa de carreteres United States Numbered Highway System (‘sistema de carreteres numerades dels Estats Units’).
L'US 66 es va establir l'11 de novembre de 1926 i va ser senyalitzada l'any següent. Originalment discorria des de Chicago (Illinois), a través Missouri, Kansas, Oklahoma, Texas, Nou Mèxic, Arizona i Califòrnia i abacava a Los Angeles amb un recorregut total de gairebe 4000 km (2.448 milles).
Va ser el principal itinerari dels emigrants que anaven a l'oest, especialment durant les tempestes de pols dels anys 30, i va sostenir l'economia de les zones que travessava. La gent que va prosperar durant la creixent popularitat de la carretera va ser la mateixa que anys més tard va lluitar per mantenir-la viva quan es va  construir la nova Xarxa d'Autopistes Interestatals dels Estats Units.
La carretera va ser descatalogada el 27 de juny de 1985, perquè ja no era rellevant per la creació de la Xarxa d'Autopistes Interestatals dels Estats Units. Parts de la carretera que discorre a través d'Illinois, Nou Mèxic i Arizona són senyalitzades amb rètols de Historic Route 66 (‘ruta 66 històrica‘) i ha tornat a aparèixer en els mapes amb aquest nom.
El 1999, el president Bill Clinton va signar un decret per a finançar amb 10 milions de dòlars la conservació i restauració d'elements històrics al llarg de la carretera.

## Història de la carretera

### Naixement de la Ruta 66
Promoguda el 1923 per l'empresari petroler Cyrus Avery, natural d'Oklahoma, quan començaven les primeres converses sobre una xarxa nacional de carreteres, l'US 66 va ser senyalitzada el 1927 i va ser una de les primeres integrants del United States Numbered Highway System, no obstant això, no va estar completament pavimentada fins a 1938. Avery va ser ferm que aquesta carretera havia de tenir un número rodó que la identifiqués i per a això va proposar el 60. La discussió va esclatar sobre aquest 60, principalment pels delegats de Kentucky que volien una carretera entre Virginia Beach i Los Angeles amb la denominació US Route 60 i la de US Route 62 per a la qual discorreria entre Chicago i Springfield (Missouri). Raons a favor i en contra van continuar fins que es va decidir que la US 60 seria la carretera entre Virginia Beach i Springfield, Missouri i la US 62 la qual discorreria entre Chicago i Los Angeles.
Avery va preferir el número «66» (que encara no era assignat) perquè pensava que dos nombres iguals serien fàcils de recordar tant en dir-lo com en sentir-lo. Després que la nova xarxa de carreteres federals fora oficialment creada, Avery va advocar per la creació de l'Associació de l'US 66 (Highway 66 Association) perquè es completés la pavimentació de la carretera, així com promoure'n l'ús.
El 1927, a Tulsa a l'estat d'Oklahoma, aquesta associació va ser oficialment fundada amb John T. Woodruff, de Springfield a l'estat de Missouri, elegit com primer president. El 1928, l'associació va fer el seu primer intent de publicitat: la Bunion Derby, una marxa entre Los Angeles i Nova York, el recorregut de la qual fins a Chicago transcorreria per la Ruta 66.

Senyal de la Ruta 66 fins als anys 40.

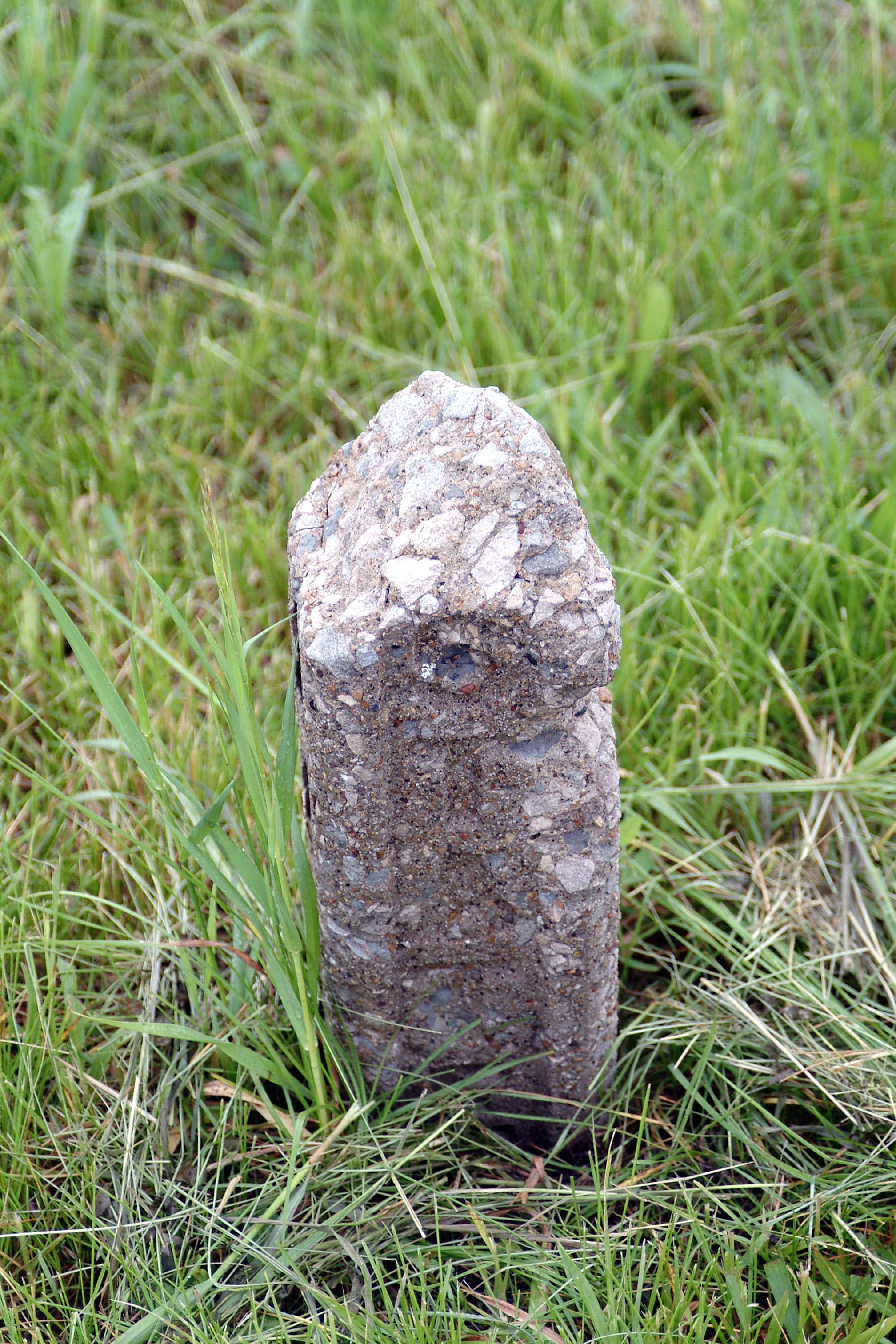
Restes d'una fita "state" original que va servir per a marcar els primers dies de la construcció de la carretera. Aquesta va ser part de la construcció el 1927 de la Ruta 66.

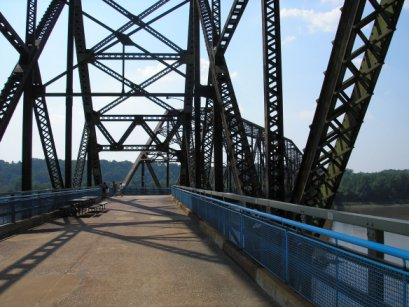
El pont Chain of Rocks va ser erigit per a suportar el creixent trànsit de la Ruta 66 al voltant de St. Louis.

La publicitat va funcionar: mantes persones rellevants, incloent-hi Will Rogers, van donar la benvinguda als corredors en varis punts de la ruta. L'associació també va publicar amb succés propaganda a la premsa periòdica i a poc a poc es va convertir en portaveu dels negocis establerts al llarg la carretera, fins a la seva dissolució el 1976.
El trànsit va créixer en la carretera a causa de l'ampli territori que cobria. Gran part del traçat de la carretera era essencialment pla el que va fer que fos una popular ruta de camions. Entre els anys 1930 i 1936, la Ruta 66 era el camí principal de l'èxode de gran part de la població rural de la «Dust Bowl» (bol de pols). Una temporada prolongada de sequera i mètodes de conreu inadequats que van provocar, conjuntament, una intensa erosió de les terres agrícoles de les planes i praderies del centre dels Estats Units. Aquesta situació, va ser qualificada com un dels pitjors desastres ecològics del segle xx. Milions d'hectàrees de terra van acabar infèrtils, un fet que va obligar a uns 2,5 Milions de persones a migrar a altres zones del país, especialment a Califòrnia. Als seus destinacions sovint van ser anomenats despectivament «Okies», tot i que provenien de molts estats diferents, tal com Oklahoma, Arkansas, Missouri, Iowa, Nebraska, Kansas, Texas i Colorado.
La Ruta 66 passava a través de molts pobles petits, i amb el creixement del trànsit en aquesta, va ajudar a possibilitar l'increment de petites botigues i empreses per a servir els usuaris: gasolineres, restaurants, tallers de reparació, de fàcil accés per a viatgers motoritzats.
Gran part de la carretera en els seus inicis, com moltes altres en aquells temps, era de grava i terra. A causa dels esforços de la U.S. Highway 66 Association, la Ruta 66 es va convertir en la primera carretera completament pavimentada el 1938. Diversos trams eren perillosos, més d'una part de la carretera va rebre el malnom de «bloody 66» (‘sagnant 66’) o «devil's ellbow» (‘colze del diable’) i gradualment es va treballar per a eliminar els revolts perilloses. No obstant això, a través de les Black Mountains d'Arizona, era ple de revolts pronunciades i costes escarpades al llarg de tot el traçat, tant que alguns dels primers viatgers, tan espantats davant la perspectiva de conduir en tan perillosa carretera, pagaven gent de la zona que fes de copilot arribat a aquest punt. El tram en qüestió va romandre fins al 1953. A pesar d'això, la Ruta 66 va romandre una carretera popular.
Durant la Segona Guerra Mundial va haver més emigració cap a l'oest a causa de les indústries bèl·liques a Califòrnia. La Ruta 66, ja popular i totalment pavimentada, es va convertir en un dels principals itineraris i també va servir per a transportar el material militar. Fort Leonard Wood a Missouri es va establir prop de la carretera, on immediatament es van crear dos carrils separats per a millorar el trànsit militar.

## Auge de la Ruta
En els anys 50, la Ruta 66 va ser la principal carretera per als estiuejants amb destinació a Los Angeles. La carretera travessava el desert d'Arizona i passava prop del Gran Canyó. El Cràter d'Arizona va ser una altra aturada popular.

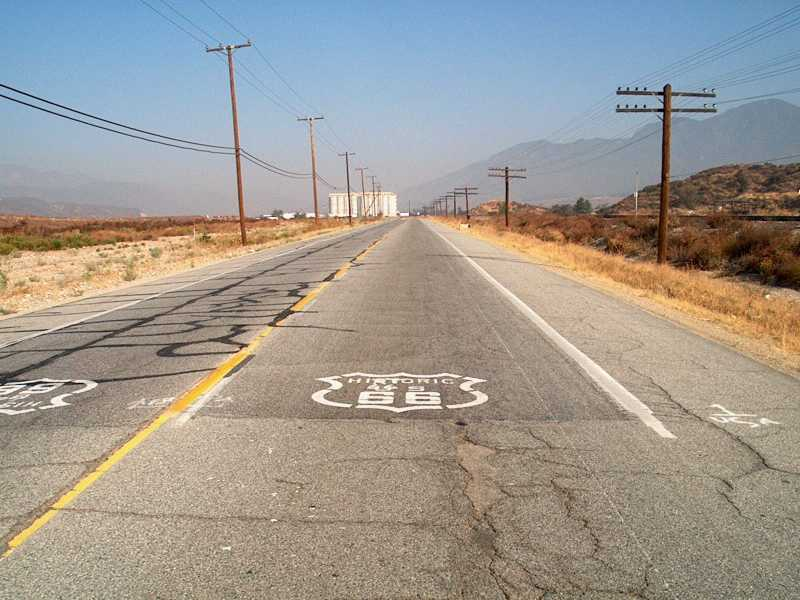
Antiga ruta 66 amb els senyals turístics pintats sobre un paviment degradat per les condicions meteorològiques. (San Bernardino, Califòrnia)

Aquest increment del turisme va fer de prosperar ràpidament tota mena d'atraccions al llarg de la carretera incloent motels en forma de tipi, (les tradicionals tendes dels amerindis), botigues de curiositats dels indis nadius i criadors de rèptils. Les Coves Meramec prop de Saint Louis, Missouri van començar a anunciar-se en graners com «el cau de Jesse James». El restaurant Big Texan anunciava un filet de vedella d'uns dos quilogrames (72 unces) gratis a tothom que pogués menjar-la sencer en una hora. Això va marcar també el naixement de la indústria del menjar ràpid: Red's Giant Hamburgs a Springfield a l'estat de Missouri, lloc del primer autorestaurant i el primer McDonald's a San Bernardino a l'estat de Califòrnia. Canvis com aquests en el paisatge van reafirmar la reputació de la Ruta 66 com el gairebé perfecte microcosmos de la cultura d'Amèrica, ara forjada a través de l'automòbil.

### Declivi

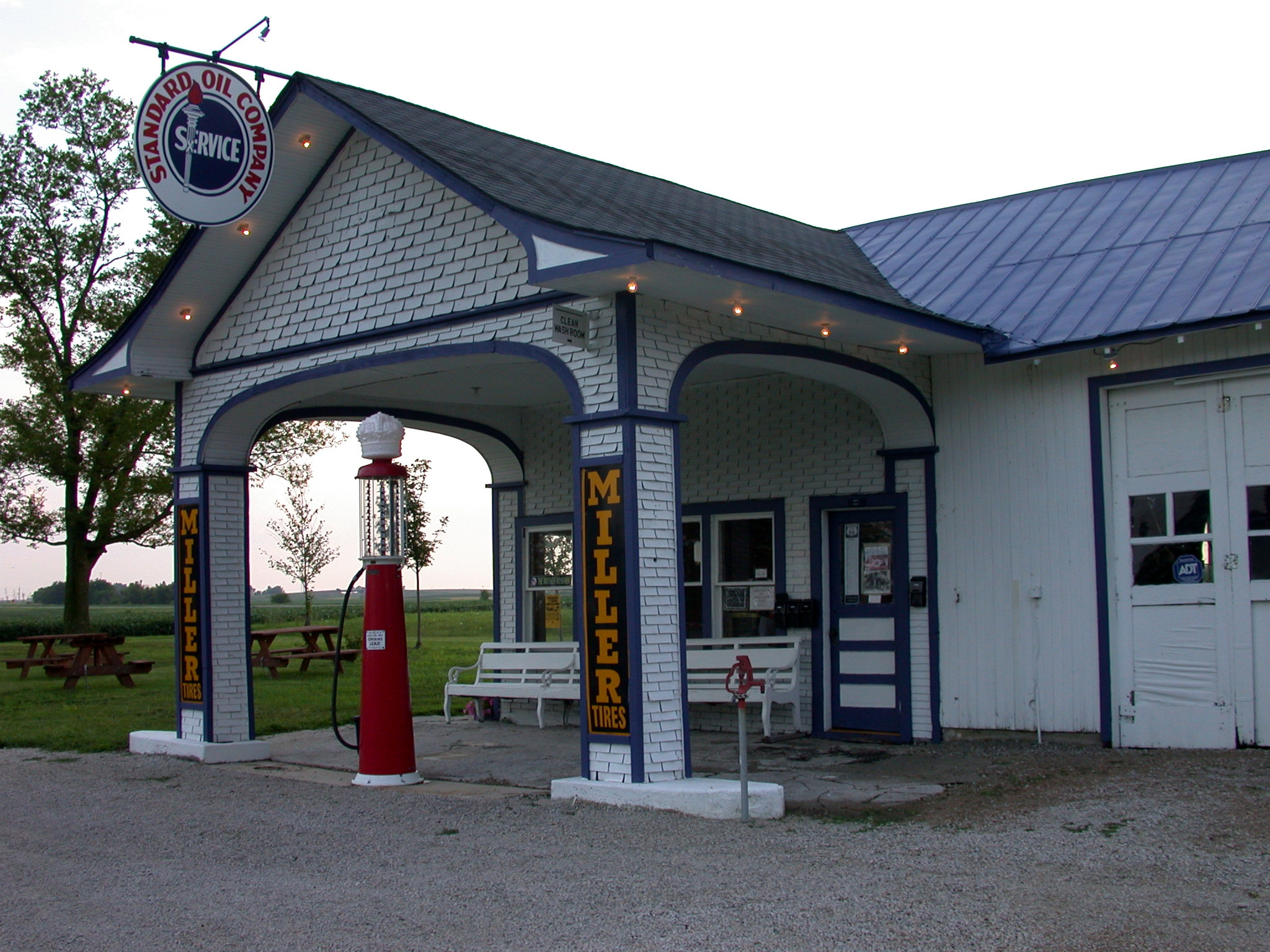
Gasolinera restaurada de la Standard Oil a Odell, Illinois.

El principi del final de la Ruta 66 va arribar el 1956 quan el president Dwight Eisenhower va signar la Llei d'Autopistes Interestatals. Com general destinat a Europa durant la Segona Guerra Mundial, va observar amb admiració la xarxa d'autopistes alemanyes. Eisenhower va imaginar un sistema de carreteres similars als Estats Units per poder viatjar amb velocitat i també mobilitzar tropes en cas d'una emergència nacional.
Durant els seu prop de seixanta anys d'existència, la Ruta 66 va estar en constant canvi. Com l'enginyeria de carreteres va evolucionar, els enginyers buscaven rutes més directes entre pobles i ciutats. L'increment del trànsit va donar lloc a un nombre major de petites realineacions de la Ruta 66 al curs dels anys, particularment en els anys just després de la Segona Guerra Mundial quan l'estat d'Illinois va començar a ampliar la ruta 66 a dues calçades i quatre carrils en gairebé to el recorregut per l'estat des de Chicago fins al riu Mississipi, a l'est de Saint Louis, Missouri. Incloïa les variants a totes les localitats del trajecte.
En la primera meitat dels anys cinquanta, Missouri també va millorar els seus trams de la ruta a dues calçades i quatre carrils completats amb variants. Gran part dels nous trams de dos calçades en ambdós estats van ser convertits en autopistes de lliure trànsit en els anys posteriors.
Una de les restes de la Ruta 66 és la carretera ara coneguda com a Veterans Parkway, a l'est i sud de Normal i Bloomington a Illinois. Els dos revolts al sud-est i sud-oest d'aquestes ciutats van ser projectats per a possibilitar velocitats de trànsit superiors a 100 milles per hora, com a part de l'esforç per a convertir la ruta Illinois 66 en l'equivalent a una autovia per a transports militars.

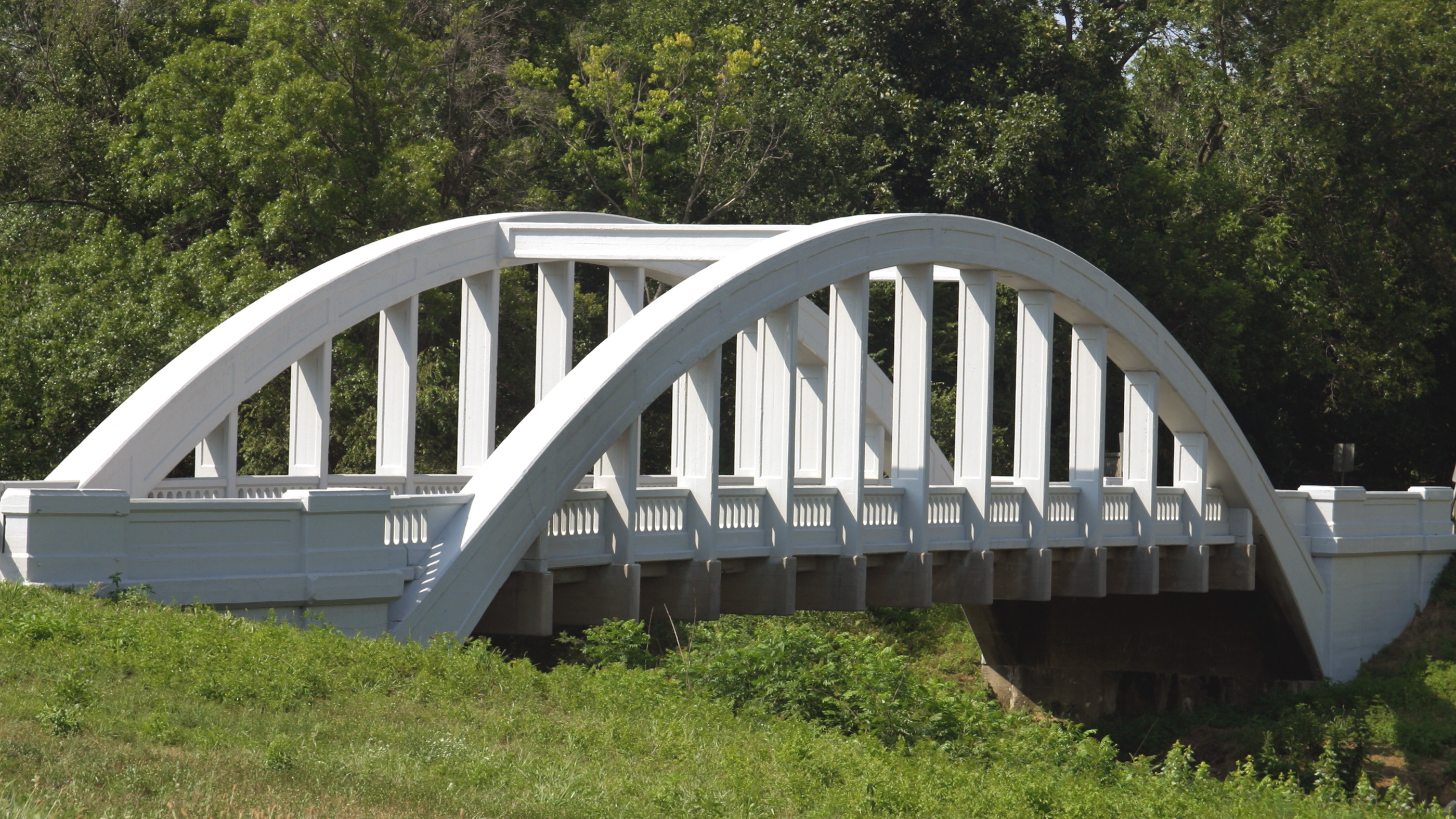
El Brush Creek Bridge és l'últim dels ponts Marsh de la Ruta 66 a Kansas. Va ser construït el 1923.

El 1953, la primera gran variant a l'US 66 va tenir lloc a Oklahoma amb l'obertura de la Turner Turnpike, tram d'autopista de peatge entre Tulsa i Oklahoma City. La nova autopista de peatge de 141,5 km discorria paral·lela a l'US 66 en tota la seva longitud i envoltava amb una variant totes localitats de la Ruta 66. La Turner Turnpike va enllaçar el 1957 amb la nova Will Rogers Turnpike, que connectava Tulsa amb el límit estatal Oklahoma-Missouri a l'oest de Joplin a l'estat de Missouri, també paral·lela a l'US 66. Ambdues autopistes de peatge d'Oklahoma van rebre el nom d'Interstate 44. En alguns casos, com en moltes zones d'Illinois, la nova Autopista Interestatal no només era paral·lela a l'antiga Ruta 66, sinó que es va construir damunt del seu antic traçat.

## En les arts
La ruta mítica va inspirar molts obres d'art. Una de les obres més conegudes és el film Easy Rider de Dennis Hopper amb la seva moto Harley Davidson de 1969. Serveix de teló de fons per la novel·la El raïm de la Ira de John Steinbeck de 1939 i el film inspirat en aquesta història.
L'actor i músic Bobby Trrop va compondre la cançó «Route 66», una crònica d'un viatge per l'antiga US 66 a través de la cultura nord-americana.